# Жиль де ла Туретт
Жорж Альбер Едуард Брут Жиль де ла Туретт (фр. Georges Albert Édouard Brutus Gilles de la Tourette; 30 жовтня 1857 у Сен-Жерве-ле-Труа-Клоше, Франція — 26 травня 1904 у Лозанні, Швейцарія) — французький невролог, чиє ім'я відоме через відкриття та опис ним клінічного синдрому, якій надалі назвали «Синдром Туретта».

## Біографія

### Ранні роки
Жорж де ла Туретт народився у великому селі поблизу Пуату, в західно-центральній частині Франції. Його батько, Теодор, був купцем і мав чотирьох дітей, з яких Жиль був старшим. Він виріс у сім'ї, в якій вже було багато лікарів і вчених. Мало що відомо про раннє дитинство: своє навчання він почав у школі-інтернаті Шательро, де його вважали виключно талановитим, але неспокійним й гіперактивним учнем.

### Навчання та лікарська діяльність
Почав вивчати медицину в Пуатьє у віці 16 років, а потім переїхав до Парижа. Він вступив у вищу медичну школу в Парижі у віці 20 років, через 3 роки після початку навчання в медичній школі в Пуатьє. Захоплювався працями лікаря Теофраста Ренодо і вважав його своїм натхненником.
За свідченнями близьких друзів де ля Туретт відрізнявся буйним та запальним норовом, охоче встрявав у суперечки.
Закінчивши навчання він став лікарем-екстерном у Парижі 1879 року, У 1881 році він став інтерном. Переклав близько 1880 історичних робіт американського лікаря Джорджа Борода (1839—1883).
З 1884 року де ля Туретт почав навчатись і працювати під керівництвом Жана-Мартена Шарко, швидко ставши його особистим лікарем та секретарем, одним з улюблених учнів. 1885 року отримав кваліфікаційну категорію доктора медицини. Шарко, в свою чергу, допоміг своєму учневі у академічній кар'єрі. З 1896 року він став керівником клініки. Туретт під час навчання у Шарко читав лекції з психотерапії, діагностики істеричних розладів, гіпнозу. Під час роботи де ля Туретта у лікарні Сальпетрієр австрійський психолог та невролог Зигмунд Фрейд відвідував його лекції з гіпнозу.

### Особисте життя
1886 року одружився зі своєю кузиною, Марі Детруа. Мав четверо дітей: синів Жана та Фрасуа й дочок Жанну та Мадлен.

### Замах на Жоржа де ля Туретта

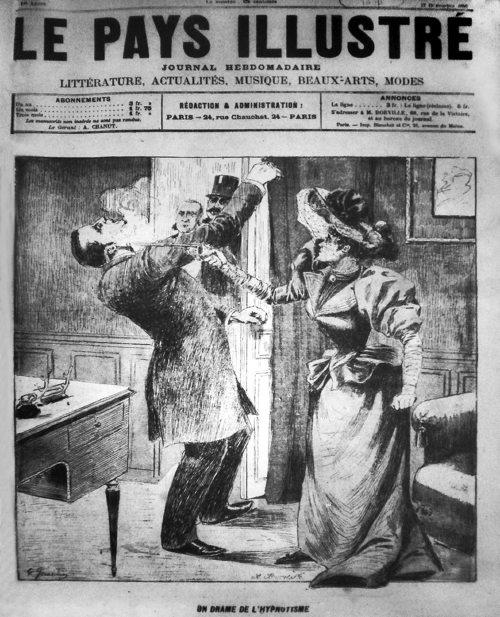
Момент замаху на де ля Туретта.

За межами медичного кола широко відома історія замаху на життя де ля Туретта. Колишня пацієнтка, Роуз Кампер, хвора на параноїдальну шизофренію, вистрелила йому в голову, звинувативши у тому, що він загіпнотизував її проти власної волі. Від поранення вчений оговтався і його виправдали від звинувачень зі сторони хворої, але це стало поштовхом для інтенсивних публічних дебатів з питання про те, чи може гіпноз бути використаний, щоб викликати злочинну поведінку у законослухняних громадян, і це зробило Туретта посміховиськом в очах нерозумних пересічних громадян.
Після цього випадку і по смерті свого молодшого сина від менінгіту, Жиль де ля Туретт постійно впадав у депресію, його публікації стали досить різкими і нетрадиційними, він став робити доповіді та публічні лекції з літератури, на театральні теми, де виступав головним оратором.
Вивчаючи сифіліс та його пізню форму прогресивний параліч (нейросифіліс), їхні симптоми та наслідки, де ля Туретт впізнав деякі їх ознаки у себе, через що почав думати про самогубство, але вперто відмовлявся від лікування. У 1901 році його колега дав неправдиве провокативне повідомлення, що пацієнт де ля Туретта потребує від того негайної допомоги, тому де ла Туретт поїхав у притулок для душевно хворих поблизу Лозанни, де його насильно утримували три роки аж до самої смерті.

## Внесок та нагороди
Жиль де ля Туретт зробив значний внесок у медицину та літературу. Його найзначніші досягнення були пов'язані з вивченням істерії і гіпнозу, він був також успішним психоневрологом з інтересом у терапії. Туретт опублікував статтю про істерію в німецькій армії під час Німецької імперії, чим дуже розлютив Отто фон Бісмарка, а ще написав статтю про антисанітарні умови в плавучих шпиталях на річці Темза. 
Де ла Туретт описав клінічні ознаки особливого синдрому у дев'яти пацієнтів у 1884 році, використовуючи при цьому назву «Хвороба тиків (фр. Maladie des tics)». Шарко в подальшому перейменував цей синдром, назвавши його на честь свого учня синдромом Туретта.
У 1893 році де ла Туретта нагородили Орденом почесного легіону.

## Наукові праці
- Étude sur une affection nerveuse charactérisée par de l'incoordination motrice accompagnée d'écholalie et de coprolalie (jumping, latah, myriachit). Archives de neurologie 9, ss. 19-42, 158—200 (1885)
- L'hypnotisme et les états analogues au point de vue médico-légal. Paris, 1887
- L'hypnotisme et les états analogues au point de vue médico-légal, 2. é.. Paris: Plon, Nourrit, 1889
- Les zones hystérogènes de l'oeil et la migraine ophtalmique d'origine hystérique. Ann. d'ocul. (1891)
- Traité clinique et thérapeutique de l'hystérie d'après l'enseignement de la Salpêtrière. Plon, Paris, 1891—1895
- Pathogénie et traitement des pieds bots. Semaine méd. (1896)
- Les actualités médicales, les états neurasthéniques. Paris, 1898
- Leçons de clinique thérapeutique sur les maladies du système nerveux. Paris, 1898
- Le traitement de l'ataxie par l'élongation vraie de la moelle épinière. N. iconog. de la Salpêtriere (1897)
- Tourette, Chipault. Die wirkliche Dehnung des Rückenmarkes und ihre Anwendung zur Behandlung der Tabes dorsalis. Therap. Wchnschr. (1897)
- Les actualités médicales. Formes cliniques et traitement des myélites syphilitiques. Paris: J. B. Baillière et fils, 1899
- L'oeil tabétique. Bull. et mém. Soc. méd. d. hôp. de Par. (1899)
- Tourette, Chipault. De la percussion méthodique du crâne; contribution au diagnostic cranio-encéphalique. Gaz. d. hôp. (1899)
- La maladie des tics convulsifs. La semaine médicale (1899)
- Diagnostic de l'affection dite chorée des femmes enceintes. Rev. prat. d. trav. de méd. (1899)
- Des rapports de la chorée de Sydenham avec le rhumatisme, la puberté et la chorée dite des femmes enceintes. Rev. neurol (1900)
- Dose suffisante de bromure et signe de la pupille dans le traitement de l'épilepsie. Semaine méd. (1900)
- Le traitement pratique de l’épilepsie, dose suffisante de bromure, signe de la pupille. Paris: J.-B. Baillière et fils, 1901
- Tratamiento del vértigo de Ménière por el método de las dosis suficientes. Bol. lar. otol. (1901)
- Théophraste Renaudot: d'après des documents inédits. E. Plon, Nourrit. Paris, 1884.
- La vie et les oeuvres de Théophraste Renaudot, fondateur du journalisme et des consultations charitables. Ed. du Comité, Paris 1892.

## Дивись також
- Синдром Туретта
- Тик
- Клінічний урок у Сальпетрієрі